# Пусть всегда будет солнце
«Пусть всегда будет солнце» — песня Аркадия Островского на слова Льва Ошанина.
Впервые исполнена в июле 1962 года в передаче Всесоюзного радио «С добрым утром!» Майей Кристалинской. Наибольшую известность песня получила в интерпретации Тамары Миансаровой, которая победила с ней на VIII Всемирном фестивале молодёжи и студентов в Хельсинки (27 июля — 5 августа 1962) и на Международном фестивале песни в Сопоте (1963).

## История создания
Поэт Лев Ошанин написал слова к песне, когда увидел случайно плакат художника Николая Чарухина «Пусть всегда будет небо! Пусть всегда будет солнце!». Чарухин в 1961 году написал этот плакат под впечатлением от четверостишия четырёхлетнего Кости Баранникова, которому только что объяснили, что такое «всегда»:
Пусть всегда будет солнце,

Пусть всегда будет небо,

Пусть всегда будет мама,

Пусть всегда буду я.

Это четверостишие было опубликовано ещё в 1928 году в журнале «Родной язык и литература в трудовой школе» в статье исследователя детской психологии К. Спасской. Затем эти стихи попали в книгу Корнея Чуковского «От двух до пяти», которая и попалась на глаза художнику.

## Другие факты
В 1963 году слова и ноты песни были опубликованы в № 6 журнала «Семья и школа» .
В 1964 году Бьорн Ульвеус и группа Hootenanny Singers выпустили на шведском и английском языках (текст про морское путешествие и разлуку) написанную на ту же мелодию и ставшую в странах Скандинавии хитом песню «Gabrielle» (альбом Hootenanny Singers II), указав авторство: Stig Rossner и Bengt Thomas.
Ремикс песни лёг в основу музыки для 5-минутного трейлера к мобильной игре Warpath.

## Фотографии

Слова из песни на мемориале «Цветок жизни»
Памятный знак «Пусть всегда будет солнце» в Пионерском парке Санкт-Петербурга
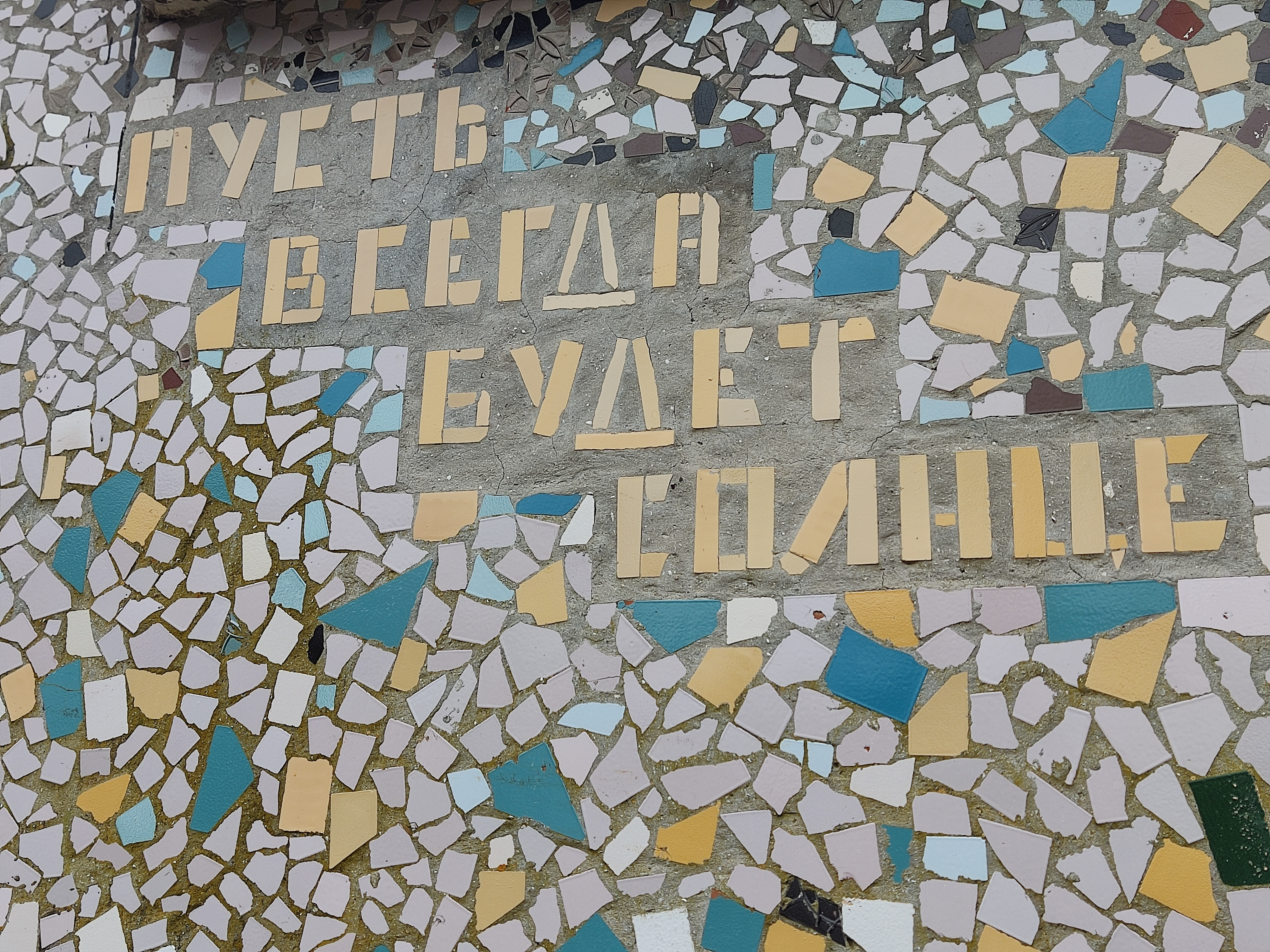
Мозаика в Новоозёрном (Крым)
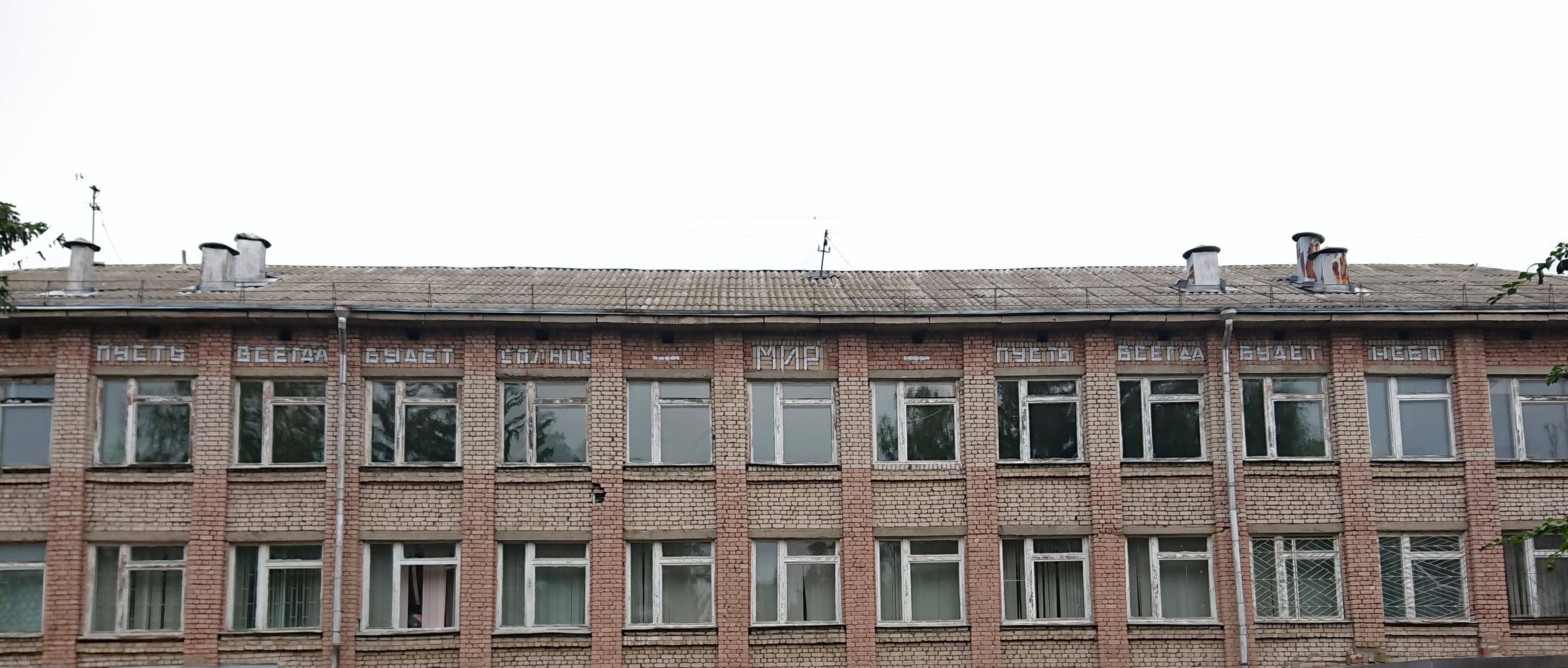
Слова из песни на здании школы в Рыбинске, родине Льва Ошанина